# Svetislav Basara
Svetislav Basara (in serbo Светислав Басара?; Bajina Bašta, 21 dicembre 1953) è uno scrittore serbo.

## Biografia
Dobrila Basara, sua madre, crebbe come orfana sotto la cura di Svetislav Veizović e della sua famiglia, che venne arrestata, accusata e fucilata dai partigiani durante il periodo della Repubblica di Užice nel 1941. La madre battezzò suo figlio in onore e in memoria di quest'uomo, riabilitato come vittima innocente solo nel 2013.
Basara è cresciuto a Užice, dove ha frequentato il ginnasio e si è diplomato, poi ha cominciato gli studi presso la Facoltà di Filologia dell'Università di Belgrado ma ha lasciato la facoltà dopo due semestri senza conseguire la laurea nel 1976. Basara ha iniziato la sua carriera come scrittore ed è diventato editore delle riviste letterarie Književna reč (1983-1986) e Međaj (1989); molte altre riviste, giornali e riviste hanno pubblicato numerosi contributi su argomenti letterari e culturale-filosofici dell'autore negli ultimi decenni, scrive per la rubrica Famozo di Danas dal 2009.
È autore di oltre quaranta opere letterarie, tra cui romanzi, raccolte di racconti, saggi ed è considerato uno dei più importanti scrittori della letteratura serba contemporanea e uno degli autori serbi contemporanei di maggior successo nel mercato librario internazionale. Le sue opere sono state tradotte in bulgaro, tedesco, inglese, francese, italiano, olandese, rumeno, sloveno, spagnolo, ungherese e ucraino. Ha vinto il Premio NIN 2006 per il romanzo Uspon i pad Parkinsonove bolesti e il Premio Isidora Sekulić 2015 per il suo romanzo Anđeo atentata.
Basara è stato ambasciatore della Repubblica Federale jugoslava (Serbia e Montenegro) a Cipro dal 2001 al 2005. L'artista è attualmente membro del Partito Democratico ma ha cambiato più volte la sua affiliazione partitica. Politicamente, è contrario ad ogni forma di estremismo .
Lo scrittore è anche firmatario della Dichiarazione sulla lingua comune di croati, serbi, bosgnacchi e montenegrini nell'ambito del progetto Lingue e nazionalismi (Jezici i nacionalizmi). Svetislav Basara è stato sposato con Vida, figlia di Branislav Crnčević, da cui ebbe due figli: Tara e Relja. La sua seconda residenza è a Beška.

## Opere tradotte in italiano
- Mongolski bedeker, trad. A. Parmeggiani, Macerata, Quodlibet, 2009, ISBN 9788874622634.
- Il cuore della terra, trad. Helena Haloper, Stefania Giancane, Nardò, Salento Books, 2012, ISBN 9788849708158.
- Quel che si dice dei Ciclisti Rosacroce., trad. Maria Rita Leto, Milano, Anfora, 2005